# Cercomacra laeta
Cercomacra laeta là một loài chim trong họ Thamnophilidae.